# NGC 1208
NGC 1208 è una galassia lenticolare situata nella costellazione dell'Eridano, a una distanza di circa 203 milioni di anni luce dalla nostra Via Lattea.

## Scoperta
La galassia è stata scoperta il 10 gennaio 1785 dall'astronomo britannico di origine tedesca William Herschel.

## Descrizione
NGC 1208 presenta una larga riga a 21 cm dell'idrogeno neutro.
Viene classificata come galassia di campo, cioè una galassia che non appartiene ad alcun ammasso o gruppo di galassie ed è quindi gravitazionalmente isolata.